# Ballintoy
Ballintoy (en irlandais : Baile an Tuaighe) est un village du comté d'Antrim, en Ulster. Il est situé à 28 km au nord-est de Coleraine et à 8 km à l'ouest de Ballycastle.
Le port a été utilisé comme décors pour la saison 2 de Game of Thrones pour Lordsport et l'île de Pyke.

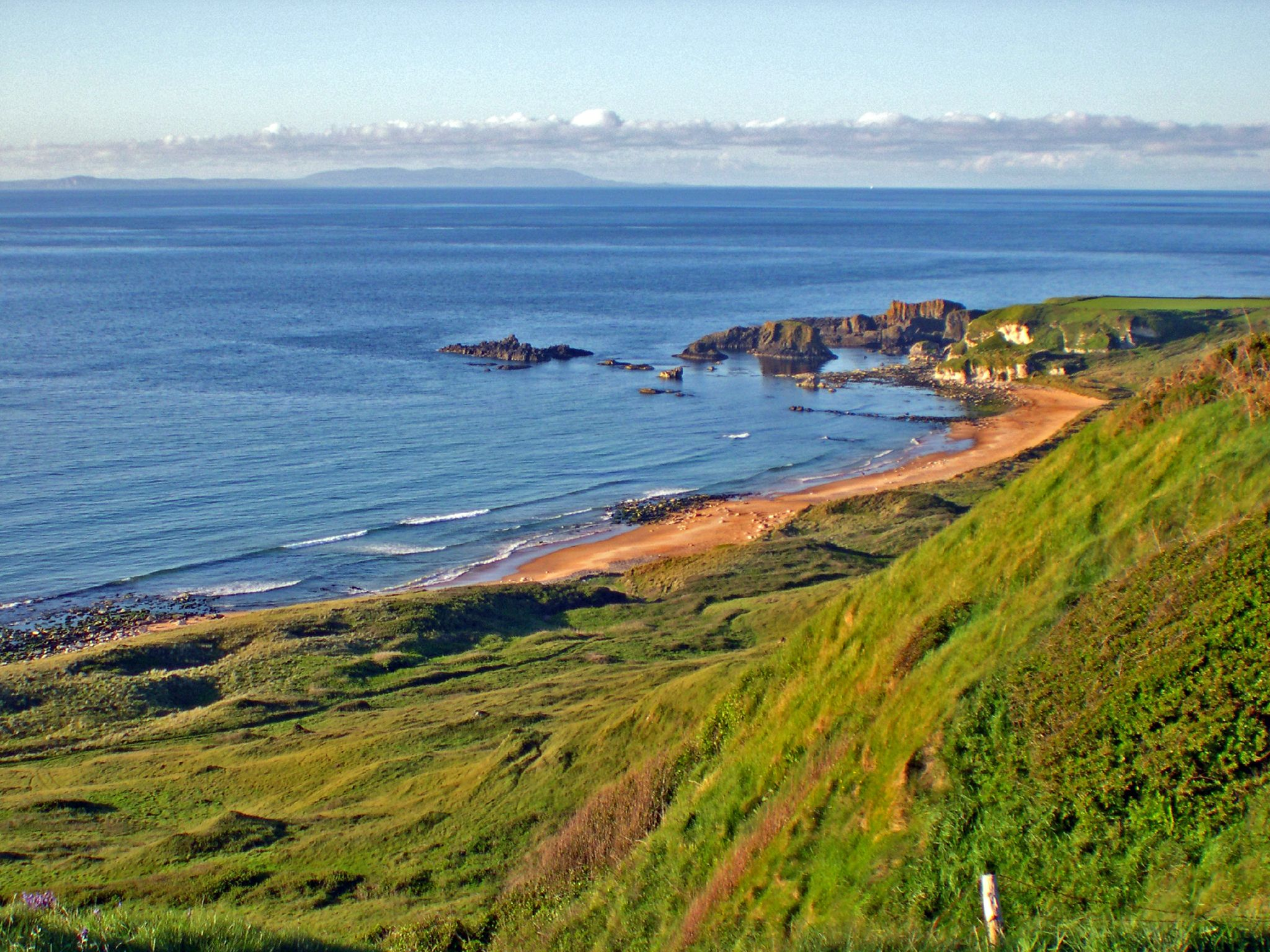
Beach at Ballintoy